# Jelena Podkaminska
Jelena Iljiniczna Podkaminska (ros. Елена Ильинична Подкаминская; ur. 10 kwietnia 1979) – rosyjska aktorka teatralna i filmowa.

## Życiorys
Absolwentka Instytutu Teatralnego im. Borisa Szczukina w Moskwie (klasa Aleksandra Szyrwindta) w 2001. Jako studentka debiutowała w spektaklu Wriemia i siemja Konwej, wystawianego w Moskiewskim Akademickim Teatrze Satyry, w którym nadal występuje.
W filmie debiutowała rolą Ursuli Bourne w Nieudacza Puaro (2002).

## Role teatralne
- Kay - John Boynton Priestley „Wriemia i siemja Konwej”;
- „Igra”;
- „Andriusza”;
- Aleksandra Niegina - Aleksandr Ostrowski „Tałanty i pokłonniki” (z 1882) (reż. Boris Morozow);
- Ksi - Jurij Polakow „Homo erectus” (reż. Andriej Żytinkin);
- Barbara Smith - Ray Cooney „Sliszkom żenatyj taksist” (reż. Aleksandr Szyrwindt);
- Armanda - Michaił Bułhakow „Molier” („Kabała swiatosz”) (reż. Jurij Jeriomin)[1].